# René Tréguer
René Tréguer, né le 8 janvier 1945 à Brest, est un footballeur français.
Ancien gardien du Stade brestois 29 où il a évolué entre 1964 et 1978 , il est encore en 2024 le joueur ayant le plus porté le maillot du club devant Bruno Grougi[réf. nécessaire].